# Belgradî Raşid Pascha
Belgradî Raşid Pascha (* vor 1852 vermutlich in Belgrad; † 1882 oder 1883 in Istanbul) war ein osmanischer Chronist und Finanzbeamter.

## Leben
Belgradî Raşids Vater war Mustafa Bey, Alaybeği (Reiteroberst, Kommandant der Lehensreiterei, der zur Heerfolge verpflichteten Lehensträger) in der Provinz Semendire (Smederevo) und ein Mitglied der angesehenen bosnischen Familie Za'imzâde aus Belgrad. Raşid lebte in Belgrad im Haus der Familie, wo ihm eine umfangreiche Bibliothek zur Verfügung stand. Beschäftigt war er in der Provinz-Finanzverwaltung, bis ihn der Gouverneur Mehmed Hürsîd Pascha († 1876) im Jahre 1852 nach Bosnien berief. 1858 kehrte er nach Belgrad zurück und wurde 1860 nach Istanbul zur Reform-Konferenz (Meclis-i Tanzimat) als Vertreter Bosniens gesandt. In diesem bosnisch und türkisch abgefassten Vertrag wurde der Umgang der osmanischen Behörden mit der bosnischen, besonders der christlichen, Bevölkerung geregelt. Über Belgrad kehrte er 1862 wieder nach Bosnien zurück. Unter Ahmed Cevdet Pascha († 1895) wurde er mit der Anfertigung von Kartenmaterial und Inspektionsaufgaben betraut. 1868 kam er wieder nach Istanbul, erhielt für einige Zeit in Thessalien ähnliche Aufgaben wie früher in Bosnien, wo er auch den Rang eines Pascha erhielt. Nach Istanbul zurückgekehrt, starb er dort im Jahre 1882 oder 1883 (1299 der islamischen Zeitrechnung).

## Werk
- Tarih-i Vak'a-i Hayretnümâ-i Belgrad ve Sırbistân (“Chronik der Ereignisse um Belgrad und Serbien”), ein zweibändiges Werk, das einzige bekannte eines osmanischen Autoren, das sich exklusiv mit der serbischen Frage beschäftigt. Im ersten Band merkt Raşid an, dass er drei Abschnitte verfasst habe, dieser dritte Teil wurde bis jetzt noch nicht aufgefunden. Im ersten Abschnitt befasst sich der Autor mit Serbien in der Zeit von 1802 bis 1849, im zweiten mit der Zeit von 1848 bis 1861. Der Stil des Werkes ist das in der klassischen morgenländischen Literatur immer wieder vorkommende Frage-und-Antwort-Spiel zweier imaginärer Gesprächspartner, hier der Brüder 'Âqil und Nâqil. Da sie erkennen, im serbischen Belgrad keine Zukunft zu haben, emigrieren sie zu verschiedenen Zeiten nach Kairo, wo sie die Geschehnisse des obengenannten Zeitraumes rekapitulieren (die Herrschaft der Obrenoviće und Karadjordjeviće). Sowohl im ersten, als auch im zweiten Teil werden wichtige Verträge zwischen den Serben und Osmanen wortgetreu zitiert, im zweiten Teil besonders die Privilegien der lokalen Autoritäten. Als Osmane hat Raşid eine kritische Einstellung gegenüber den serbischen Unabhängigkeitsbestrebungen, auch aus finanziellen Überlegungen, z. B. wegen der Lehen (çiftlik) für die Lehensreiterei (Sipahis).
- Tarihçe-i Ibretnümâ, zwischen 1871 und 1872 geschriebener Nachtrag zum obigen Werk. Hier wird der Rückzug der osmanischen Truppen aus Serbien in den Jahren 1866–67 beschrieben. Zwei Verträge werden darin zitiert, erstens die Übergabe der Festung Belgrad an die Serben und die Titelbestätigung als Gouverneur für Mihail Bey 1866–67, zweitens ein Sultansbefehl (İrade) von Süleyman I. aus dem Jahre 1527, betreffend das Verhalten der osmanischen Armee.